# Neobeguea mahafaliensis
Neobeguea mahafaliensis är en tvåhjärtbladig växtart som beskrevs av J.F. Leroy. Neobeguea mahafaliensis ingår i släktet Neobeguea och familjen Meliaceae. Inga underarter finns listade i Catalogue of Life.